# Gegeneophis madhavai
Espèce
Statut de conservation UICN

 DD  : Données insuffisantes
Gegeneophis madhavai est une espèce de gymnophiones de la famille des Indotyphlidae.

## Systématique
L'espèce Gegeneophis madhavai a été décrite en 2004 par Gopalakrishna Bhatta (d) et R. Srinivasa (d).

## Répartition
Cette espèce est endémique du district de Udupi dans l'État de Karnataka en Inde. Elle se rencontre à environ 80 m d'altitude.

## Étymologie
Cette espèce est nommée en l'honneur de Madhava Bhat, Madhavarao Bhide, Tonse Madhava Anantha Pai et Madhava Gadgil.

## Publication originale
- (en) Gopalakrishna Bhatta et R. Srinivasa, « A new species of Gegeneophis Peters (Amphibia: Gymnophiona: Caeciliidae) from the surroundings of Mookambika Wildlife Sanctuary, Karnataka, India », Zootaxa, Magnolia Press (d), vol. 644, no 1,‎ 20 septembre 2004, p. 1–8 (ISSN 1175-5334 et 1175-5326, OCLC 49030618, DOI 10.11646/ZOOTAXA.644.1.1).